# Бредихино (Кировоградская область)
Бредихино (укр. Бредихине) — село в Кетрисановской сельской общине Кропивницкого района Кировоградской области Украины.
До 2020 года входило в Бобринецкий район
Население по переписи 2001 года составляло 132 человека. Почтовый индекс — 27224. Телефонный код — 5257. Занимает площадь 1,214 км². Код КОАТУУ — 3520886002.